# Til Kiwe
Jan Heinrich Tilman Kiwe, de son vrai nom Eduard Heinrich Kiefer (né le 7 juin 1910 à Aix-la-Chapelle, mort le 30 novembre 1995 à Munich), est un acteur allemand.

## Biographie
Kiwe prend des cours de chant au conservatoire d'Aix-la-Chapelle et obtient l'abitur en 1934. De 1934 à 1937, il étudie l'ethnologie à Cologne et à Baltimore. Il suit une formation d'acteur quprès d'Adolf Manz à Cologne et au Studio of Dramatic Art à Baltimore.
Il participe plusieurs fois avant le début de la Seconde Guerre mondiale à des voyages dans des pays lointains, notamment en 1938 pour une expédition dans le massif du Tibesti. Il fait la guerre en Afrique et reçoit la Croix de chevalier de la croix de fer le 18 mai 1943 en tant que Hauptmann.
Après son retour de captivité, il change de nom et fait ses débuts en 1946 à Munich en tant qu'acteur au théâtre expérimental "Die Spieler". Kiwe joue à Munich jusqu'en 1972, notamment au Jungen Theater, au Kammerspiele et au Bayerisches Staatsschauspiel. En outre, Kiwe apparaît dans plusieurs Heimatfilm et incarne dans des films de guerre des officiers de la Wehrmacht.
En plus de son implication intense en tant qu'acteur, Kiwe trouve le temps de travailler en tant qu'ethnologue. Il continue ses voyages et vint en 1953 et 1954 dans le désert d’Atacama, sur l’île de Pâques et sur le plateau de Mato Grosso. D'autres voyages l'amènent au Soudan et à nouveau le massif du Tibesti. Il enregistre ses impressions pour l'UNESCO en tant que producteur et réalisateur dans 17 films documentaires.
À partir de 1972, il est metteur en scène. Depuis 1956, il travaille pour la télévision et est notamment en 1963, aux côtés de Josef Dahmen, le commissaire Peters dans la série policière Hafenpolizei.

## Filmographie
- 1949 : Das goldene Edelweiß
- 1950 : Wer fuhr den grauen Ford? (de)
- 1951 : Les Dangers du désir (de)
- 1951 : Le Traître
- 1954 : Prison d'amour
- 1955 : Parole Heimat
- 1955 : Der Schmied von St. Bartholomae
- 1955 : C'est arrivé le 20 Juillet
- 1956 : Wo die alten Wälder rauschen (de)
- 1956 : Die Geierwally
- 1957 : Saranno uomini
- 1957 : Der Stern von Afrika
- 1957 : Le Médecin de Stalingrad
- 1958 : Résurrection
- 1958 : Le Brigand au grand cœur (de)
- 1959 : L'Espion du Caire (de)
- 1959 : Le Pont
- 1959 : Le Trésor des SS
- 1960 : L'Ombre de l'étoile rouge
- 1960 : Am grünen Strand der Spree (de) (TV)
- 1961 : Treibjagd (TV)
- 1961 : Schiffer im Strom (TV)
- 1961 : Un, deux, trois
- 1962 : Le Jour le plus long
- 1963 : La Grande Évasion
- 1963 : Hafenpolizei (série télévisée)
- 1964 : Die fünfte Kolonne: Eine Puppe für Klein-Helga (série télévisée)
- 1964 : Kommissar Freytag: Der Schatten (série télévisée)
- 1964 : Columbus – Bericht und Bildnis (TV)
- 1965 : Gewagtes Spiel: Das zweite Gesicht (série télévisée)
- 1966 : Die rote Rosa (TV)
- 1967 : Der Röhm-Putsch (TV)
- 1968 : König Richard II. (TV)
- 1968 : Le comte Yoster a bien l'honneur : Johann and co (série télévisée)
- 1968 : L'Extraordinaire évasion (de)
- 1969 : Stewardessen: Die Prüfung (série télévisée)
- 1969 : Ehepaar sucht gleichgesinntes (de)
- 1970–1971 : Der Kurier der Kaiserin (deux épisodes de la série télévisée)
- 1974 : Le Dossier Odessa
- 1975 : Y'en a plein les bottes (de)
- 1978 : Son of Hitler (de)